# 戸田繁子
戸田 繁子（とだ しげこ、1908年7月31日 - 2019年3月31日）は、日本の音楽教師。広島市で音楽教室「杉の子会」主宰。作曲家糀場富美子、指揮者大植英次らを育てた。

## 人物
島根県飯南町出身。1923年に高等小学校を卒業、島根県女子高等師範学校に入学した。1927年に卒業後、島根県飯石郡吉田村小学校に赴任するが、さらに学ぶために松江市の飯田忠義の元に通いレッスンを受ける。1929年4月、東京音楽学校に設置された教員養成所の試験に合格。翌1930年5月から1932年3月まで、同校でピアノを遠山つや、声楽を田中伸江（ピアニスト田中希代子の母）に学ぶ。
1932年に卒業後は故郷に帰り、島根県立今市高等女学校（現・出雲高等学校）に勤務。当時盛んになりだした「音感教育」を学ぶため、大阪音楽大学創立者永井幸次の研究会に通い、1936年にはより近い兵庫県立淡路高等女学校に転勤して通い続けた。音楽教育者佐々木幸徳（基之）からも指導を受けた。戦時下となり同年奈良県立高田高等女学校に移る。終戦後1947年から広島県立上下高等学校に務め、佐々木が提唱した分離唱を主体とした合唱指導を行った。当時の教え子に俳優平幹二朗がいる。
1958年に退職して広島県広島市佐伯区吉見園に移り住み、就学前の幼年時から始める音感教育のために音楽教室「杉の子会」を開く。以来50年にわたり100歳を超えてもレッスンを続け、教え子は小学1年から通った作曲家の糀場富美子、5歳から通った指揮者大植英次ら、500人にのぼった。
2019年4月に没した後、愛用のグランドピアノが2020年に故郷の島根県飯南村に寄贈された。

## エピソード
大植英次は渡米してレナード・バーンスタインに師事した時、優れた音感をどこで学んだか聞かれ、広島の音楽教室でと答えてバーンスタインを驚かせた。1985年にバーンスタインが広島平和コンサートで来日した際、戸田と面会し「あなたは偉大な音楽教師だ」というメッセージを贈った。